# قصة أو (فلم)
قصة أو هو فيلم إنتاج 1975 من إخراج جاست جاكين وبطولة كورين كليري، يودو كيير وأنتوني ستيل. الفيلم مبني على رواية تحمل نفس الاسم للكاتبة آن ديكلوس.

## روابط خارجية
- مقالات تستعمل روابط فنية بلا صلة مع ويكي بيانات